# Maynor Freyre
Maynor Freyre (nacido como Maynor Alberto Freyre Bustamante, el 2 de abril de 1941 en la ciudad de Lima, Perú) es un escritor, narrador, cuentista, poeta, periodista, docente universitario, investigador y expositor cultural.

## Biografía
Sus padres fueron Óscar Freyre Romero y Luz Elena Bustamante Núñez. Padre de 2 hijos. Estudió la primaria y secundaria en Lima, y en la Escuela de Periodismo de la Pontificia Universidad Católica del Perú, de donde egresó en el año 1963. Tiene un postgrado por el instituto de Cultura Hispánica de Madrid en Periodismo. Residió en España y Alemania, y ha visitado otros 22 países del mundo, incluyendo Vietnam como corresponsal periodístico.
Fue editor general de 4 diarios (El Observador, Marka, entre otros); director de 12 revistas, como Vistazo, Somos y Todas las Artes, entre otras. Ha escrito para múltiples medios del país y del extranjero, en la universidad de Génova, Italia; se escribieron 2 tesis sobre sus obras Puro Cuento y Par de Sátrapas y una monografía en la Universidad Central de Huancayo sobre la misma. Actualmente es miembro del Movimiento Hora Zero.
Autor de 16 libros: 4 novelas, 3 de poesía y 9 de cuentos. Conferenciante en las universidades de PAU, Michael Montagne, Poitiers de Francia, Casa de América Latina ubicada en París, en la Universidad Andrés Bello de Venezuela y en la Fundación Centro de Estudios Latinoamericanos Rómulo Gallegos de Caracas, en el Instituto Tecnológico y de Estudios Superiores de Monterrey de México, en la Universidad de Chile y en casi todas las universidades peruanas y centros culturales del Perú.

## Obras Literarias
Novelas
- Poligenio psicoterapéutico, 1971.
- Par de Sátrapas (3 ediciones), 2008, 2009 y 2011.
- El Poeta que tocaba tambor, 2014.[4] Reeditado por Campo Letrado, 2021. (epub)

- Desmemorias de un pelagatos, 2017.[5][6]

Poesías
- Oraciones para un nuevo credo, 1971.
- Tríptico a la madre que partió, 2001.
- El Sol parece también un puño enorme (2 ediciones), 1983 y 1984.

Cuentos
- El trino de Lulú, 1973.
- Ratón de un solo hueco, 1983.
- De cuello duro, 1991.
- Puro cuento (3 ediciones), 1996, 1998 y 2002.
- El team de los chacales (3 ediciones), 2001, 2006 y 2009.
- 36 estampas sin bendecir, 2005.
- Mujer de cura, 2006.

Entrevistas periodísticas
- Altas voces de la literatura peruana y latinoamericana (2 ediciones), 2000 y 2010.
- Altas voces del pensamiento y el arte peruanos, 2001.

## Distinciones
- 1° Premio de Poesía "Jornada 19 de Julio" organizado por el Centro de Investigación, Educación y Desarrollo (CIED), 1982.
- Premio de Cuentos de César Vallejo organizado por el Suplemento Dominical de "El Comercio", 1993.
- Premio Palabra en Libertad, otorgado por la Sociedad Literaria Amantes del País, 2016.[7]
- El largo contar de la vida, revista La Manzana Mordida, dedicada a la visión crítica de Maynor Freyre, 2003.
- Jurado de una treintena de concursos (Derrama Magisterial, entre otros).
- Prologuista de medio centenar de libros.